# Équipe de France de rugby à XV au Tournoi des Six Nations 2002
L'équipe de France remporte le Tournoi des Six Nations 2002 en réussissant un Grand Chelem (cinq victoires en cinq matches). Il s'agit du septième Grand Chelem réussi par l'équipe de France dans le Tournoi et fait suite à celui de 1998. 
Il s’agit du premier Grand Chelem dans un Tournoi à six nations.
Trente-trois joueurs contribuent à ce succès, six joueurs avaient déjà remporté un (ou plusieurs) Grand Chelem (leurs noms sont en gras dans la liste ci-après).

## Les joueurs

### Première Ligne
- Jean-Jacques Crenca
- Yannick Bru
- Pieter de Villiers
- Raphaël Ibañez (une fois capitaine)
- Olivier Milloud
- Sébastien Bruno
- Olivier Azam
- Jean-Baptiste Poux
- Sylvain Marconnet.

### Deuxième Ligne
- Thibaut Privat
- David Auradou
- Olivier Brouzet
- Fabien Pelous.

### Troisième Ligne
- Olivier Magne (une fois capitaine)
- Serge Betsen
- Steven Hall
- Imanol Harinordoquy
- Rémy Martin.

### Demis de mêlée
- Frédéric Michalak
- Fabien Galthié (trois fois capitaine)
- Alexandre Albouy
- Pierre Mignoni.

### Demis d’ouverture
- Gérald Merceron
- François Gelez.

### Trois-quarts centre
- Damien Traille
- Tony Marsh.

### Trois-quarts aile
- David Bory
- Aurélien Rougerie
- Xavier Garbajosa
- Jimmy Marlu

### Arrières
- Nicolas Jeanjean
- Nicolas Brusque

## Résultats des matches
- Le 2 février, victoire 33 à 12 (mt 19-12, 2 essais à rien) contre l'Italie à Paris (Stade de France) ;
- Le 16 février, victoire 37 à 33 (mt 24-19, 3 essais à 3) contre le pays de Galles à Cardiff (Millennium Stadium) ;
- Le 2 mars, victoire 20 à 15 (mt 17-7, 2 essais à 2) contre l'Angleterre à Paris (Stade de France) ;
- Le 23 mars, victoire 22 à 10 (mt 10-3, 3 essais à 1) contre l'Écosse à Édimbourg (Murrayfield Stadium) ;
- Le 6 avril, victoire 44 à 5 (mt 28-5, 5 essais à 1)contre l'Irlande à Paris (Stade de France).

## Points marqués par les Français

### France - Italie
- Gérald Merceron (23 points) : 1 transformation, 7 pénalités
- Serge Betsen (5 points) : 1 essai
- Damien Traille (5 points) : 1 essai

France (33 points) : 2 essais, 1 transformation, 7 pénalités.

### Pays de Galles - France
- Gérald Merceron (19 points) : 2 transformations, 4 pénalités, 1 drop
- Tony Marsh (10 points) : 2 essais
- Aurélien Rougerie (5 points) : 1 essai
- Damien Traille (3 points) : 1 pénalité

France (37 points) : 3 essais, 2 transformations, 5 pénalités, 1 drop goal.

### Angleterre - France
- Gérald Merceron (15 points) : 1 essai, 2 transformations, 2 pénalités
- Imanol Harinordoquy (5 points) : 1 essai

France (20 points) : 2 essais, 2 transformations, 2 pénalités.

### Écosse - France
- Tony Marsh (10 points) : 2 essais
- Gérald Merceron (7 points) : 2 transformations, 1 pénalité
- Fabien Galthié (5 points) : 1 essai

France (22 points) : 3 essais, 2 transformations, 1 pénalité.

### France - Irlande
- Gérald Merceron (16 points) : 2 transformations, 4 pénalités
- Serge Betsen (10 points) : 2 essais
- Nicolas Brusque (10 points) : 2 essais
- Aurélien Rougerie (5 points) : 1 essai
- François Gelez (3 points) : 1 pénalité

France (44 points) : 5 essais, 2 transformations, 5 pénalités.

### Récapitulation des cinq matches
- S.Betsen       (15 points) : 3 essais
- N.Brusque      (10 points) : 2 essais
- F.Galthié      (5 points) : 1 essai
- F.Gelez        (3 points) : 1 pénalité
- I.Harinordoquy (5 points) : 1 essai
- T.Marsh        (20 points) : 4 essais
- G.Merceron     (80 points) : 1 essai, 9 transformations, 19 pénalités, 1 drop goal
- A.Rougerie     (5 points) : 1 essai
- D.Traille      (8 points) : 1 essai, 1 pénalité

 France (156 points): 14 essais, 9 transformations, 21 pénalités, 1 drop goal.